# Rajdowe mistrzostwa świata Junior WRC

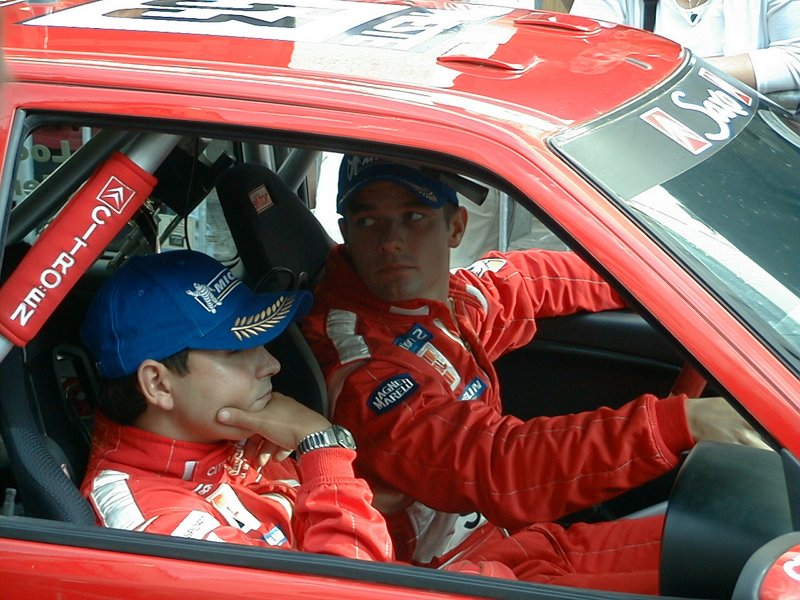
Mistrzowie Junior WRC w sezonie 2001 Sébastien Loeb i Daniel Elena

Rajdowe samochodowe mistrzostwa świata Junior WRC (Junior World Rally Championship), (skr. Junior WRC) – to seria uzupełniająca Rajdowym samochodowe mistrzostwom świata klasy WRC, i ma na celu zaoferowanie młodym kierowcom szansy na zdobycie doświadczenia rajdowego. Seria Junior WRC wyłoniła się w roku 2001 z kategorii Super 1600. Junior WRC jest ograniczony do samochodów produkowanych na podstawie homologacji zgodnie z zasadami grup: R3T i S1600. Wszystkie rajdy odbywają się w ramach Rajdowych Mistrzostw Świata, ograniczony jest jednak wiek uczestników, którzy mogą mieć maksymalnie 29 lat od daty granicznej 1 stycznia. Ta kategoria była kamieniem milowym w karierze wielu obecnych kierowców WRC, w tym Sébastiena Loeba, Daniego Sordo, Sébastiena Ogiera, Jari-Matti Latvali i Thierry’ego Neuville’a.
Samochody startujące w tej klasie (2023 r.):
- Ford Fiesta Rally3

we wcześniejszych latach:
- Citroën DS3 R3T
- Peugeot 206 S1600
- Fiat Punto S1600
- Volkswagen Polo S1600
- Renault Clio S1600
- Citroën C2 S1600
- Ford Fiesta R2

## Wyniki Junior WRC
| Sezon | Nazwa serii                     | Mistrz               | Samochód               | 2 miejsce             | Samochód               | 3 miejsce                | Samochód                               |
| ----- | ------------------------------- | -------------------- | ---------------------- | --------------------- | ---------------------- | ------------------------ | -------------------------------------- |
| 2023  | Junior World Rally Championship | Romet Jürgenson      | Ford Fiesta Rally3     | Norbert Maior         | Ford Fiesta Rally3     | Taylor Gill              | Ford Fiesta Rally3                     |
| 2023  | Junior World Rally Championship | William Creighton    | Ford Fiesta Rally3     | Diego Dominguez Jr.   | Ford Fiesta Rally3     | Laurent Pellier          | Ford Fiesta Rally3                     |
| 2022  | WRC3 Junior                     | Robert Virves        | Ford Fiesta Rally3     | Jon Armstrong         | Ford Fiesta Rally3     | Sami Pajari              | Ford Fiesta Rally3                     |
| 2021  | Junior World Rally Championship | Sami Pajari          | Ford Fiesta Rally4     | Jon Armstrong         | Ford Fiesta Rally4     | Mārtiņš Sesks            | Ford Fiesta Rally4                     |
| 2020  | Junior World Rally Championship | Tom Kristensson      | Ford Fiesta R2         | Mārtiņš Sesks         | Ford Fiesta R2         | Sami Pajari              | Ford Fiesta R2                         |
| 2019  | Junior World Rally Championship | Jan Solans           | Ford Fiesta R2T        | Tom Kristensson       | Ford Fiesta R2T        | Dennis Rådström          | Ford Fiesta R2T                        |
| 2018  | Junior World Rally Championship | Emil Bergkvist       | Ford Fiesta R2T        | Dennis Rådström       | Ford Fiesta R2T        | Jean-Baptiste Franceschi | Ford Fiesta R2T                        |
| 2017  | Junior World Rally Championship | Nil Solans           | Ford Fiesta R2T        | Nicolas Ciamin        | Ford Fiesta R2T        | Terry Folb               | Ford Fiesta R2T                        |
| 2016  | Junior World Rally Championship | Simone Tempestini    | Citroën DS3 R3T        | Martin Koči           | Citroën DS3 R3T        | Vincent Dubert           | Citroën DS3 R3T                        |
| 2015  | Junior World Rally Championship | Quentin Gilbert      | Citroën DS3 R3T        | Ole Christian Veiby   | Citroën DS3 R3T        | Terry Folb               | Citroën DS3 R3T                        |
| 2014  | Junior World Rally Championship | Stéphane Lefebvre    | Citroën DS3 R3T        | Alastair Fisher       | Citroën DS3 R3T        | Martin Koči              | Citroën DS3 R3T                        |
| 2013  | Junior World Rally Championship | Pontus Tidemand      | Ford Fiesta R2         | Yeray Lemes           | Ford Fiesta R2         | Sander Pärn              | Ford Fiesta R2                         |
| 2012  | WRC Academy                     | Elfyn Evans          | Ford Fiesta R2         | José Antonio Suárez   | Ford Fiesta R2         | Pontus Tidemand          | Ford Fiesta R2                         |
| 2011  | WRC Academy                     | Craig Breen          | Ford Fiesta R2         | Egon Kaur             | Ford Fiesta R2         | Alastair Fisher          | Ford Fiesta R2                         |
| 2010  | Junior World Rally Championship | Aaron Burkart        | Suzuki Swift S1600     | Hans Weijs Jr.        | Citroën C2 S1600       | Todor Slavov             | Renault Clio R3                        |
| 2009  | Junior World Rally Championship | Martin Prokop        | Citroën C2 S1600       | Michał Kościuszko     | Suzuki Swift S1600     | Aaron Burkart            | Suzuki Swift S1600                     |
| 2008  | Junior World Rally Championship | Sébastien Ogier      | Citroën C2 S1600       | Aaron Burkart         | Citroën C2 S1600       | Martin Prokop            | Citroën C2 S1600                       |
| 2007  | FIA Junior Rally Championship   | Per-Gunnar Andersson | Suzuki Swift S1600     | Urmo Aava             | Suzuki Swift S1600     | Martin Prokop            | Citroën C2 S1600                       |
| 2006  | Junior World Rally Championship | Patrik Sandell       | Renault Clio S1600     | Urmo Aava             | Suzuki Swift S1600     | Per-Gunnar Andersson     | Suzuki Swift S1600                     |
| 2005  | Junior World Rally Championship | Daniel Sordo         | Citroën C2 S1600       | Kris Meeke            | Citroën C2 S1600       | Guy Wilks                | Suzuki Ignis S1600                     |
| 2004  | Junior World Rally Championship | Per-Gunnar Andersson | Suzuki Ignis S1600     | Nicolas Bernardi      | Renault Clio S1600     | Guy Wilks                | Suzuki Ignis S1600                     |
| 2003  | Junior World Rally Championship | Brice Tirabassi      | Renault Clio S1600     | Salvador Cañellas Jr. | Suzuki Ignis S1600     | Daniel Carlsson          | Suzuki Ignis S1600                     |
| 2002  | Junior World Rally Championship | Daniel Solà          | Citroën Saxo VTS S1600 | Andrea Dallavilla     | Citroën Saxo VTS S1600 | Janne Tuohino            | Citroën Saxo VTS S1600                 |
| 2001  | FIA Cup for Super 1600 Drivers  | Sébastien Loeb       | Citroën Saxo VTS S1600 | Andrea Dallavilla     | Fiat Punto S1600       | Niall McShea             | Ford Puma S1600 Citroën Saxo VTS S1600 |

## Źródło
o Junior WRC na oficjalnej stronie WRC. wrc.com. [dostęp 2017-11-08]. (ang.).